# Táuridas

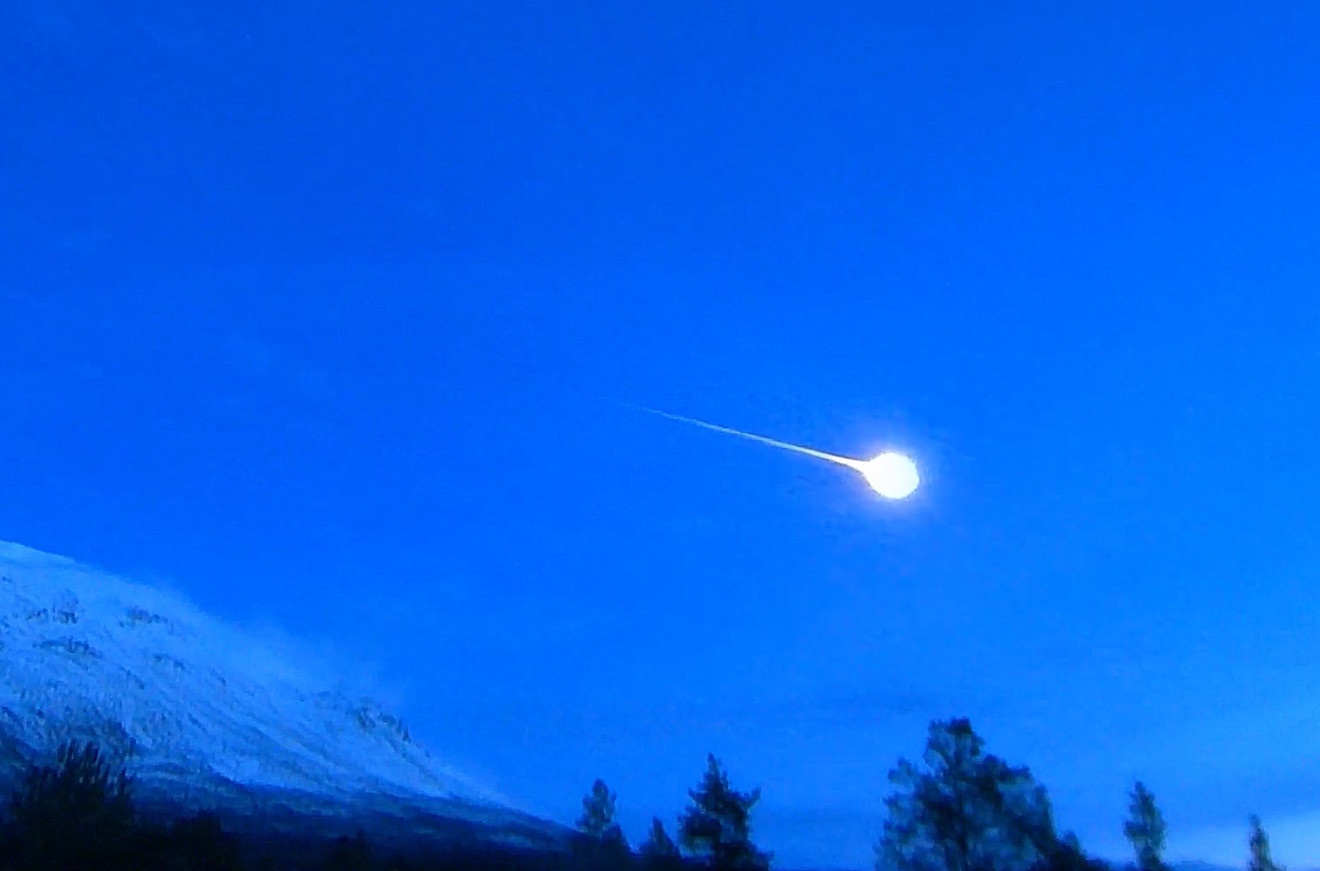
Táurida do norte fotografada na Noruega em dezembro de 2020.

As Táuridas, ou Taurídeos, são uma chuva de meteoros cujo radiante está localizado na constelação do Touro.

## Observação
O fenômeno, que está associado ao cometa Encke, é visível anualmente de setembro a novembro (sul) e de outubro a dezembro (norte) e apresenta dois radiantes: o radiante austral, próximo à estrela Aldebarã, e o radiante boreal, próximo ao aglomerado das Plêiades.